# Mesochorus sternalis
Mesochorus sternalis är en stekelart som beskrevs av Schwenke 1999. Mesochorus sternalis ingår i släktet Mesochorus och familjen brokparasitsteklar. Inga underarter finns listade i Catalogue of Life.